# Medalha Caldecott

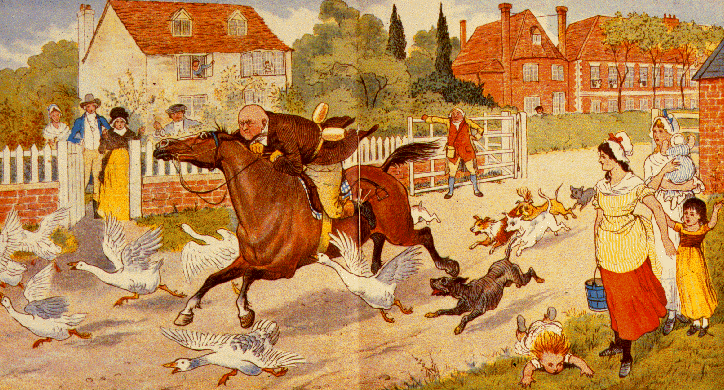
Ilustração de Randolph Caldecott para The Diverting Story of John Gilpin, que serviu de base para a imagem gravada na Medalha Caldecott.

A Medalha Caldecott (Caldecott Medal em inglês) é concedida anualmente pela Association for Library Service to Children, uma divisão da American Library Association, ao ilustrador do mais destacado livro ilustrado estadunidense para crianças publicado naquele ano. Seu nome é uma homenagem ao ilustrador britânico do século XIX Randolph Caldecott. Juntamente com a Medalha Newbery, é o mais prestigioso prêmio estadunidense dedicado à literatura infanto-juvenil.
A Medalha Caldecott foi desenhada por Rene Paul Chambellan em 1937. A cena de face da medalha baseia-se numa ilustração de Randolph Caldecott para The Diverting Story of John Gilpin onde Gilpin aparece montado num cavalo desembestado, e que por sua vez baseia-se num poema de 1782 escrito por William Cowper. O reverso da medalha representa outra  das ilustrações de Caldecott, "Four and twenty blackbirds bak'd in a pie."
A Medalha Caldecott não deve ser confundida com a menção Caldecott Honor, que é conferida anualmente para quem demonstra valor na competição - mesmo sem conquistar a honraria máxima.

## Vencedores da Medalha Caldecott
| Ano  | Ilustrador                    | Livro                                                          |
| ---- | ----------------------------- | -------------------------------------------------------------- |
| 2018 | Matthew Cordell               | Wolf in the Snow                                               |
| 2017 | Javaka Steptoe                | Radiant Child: The Story of Young Artist Jean-Michel Basquiat  |
| 2016 | Sophie Blackall               | Finding Winnie: The True Story of the World’s Most Famous Bear |
| 2015 | Dan Santat                    | The Adventures of Beekle: The Unimaginary Friend               |
| 2014 | Brian Floca                   | Locomotive                                                     |
| 2013 | Jon Klassen                   | This is Not My Hat                                             |
| 2012 | Chris Raschka                 | A Ball for Daisy                                               |
| 2011 | Erin E. Stead                 | A Sick Day for Amos McGee                                      |
| 2010 | Jerry Pinkney                 | The Lion & the Mouse                                           |
| 2009 | Beth Krommes                  | The House in the Night                                         |
| 2008 | Brian Selznick                | The Invention of Hugo Cabret                                   |
| 2007 | David Wiesner                 | Flotsam                                                        |
| 2006 | Chris Raschka                 | The Hello, Goodbye Window                                      |
| 2005 | Kevin Henkes                  | Kitten's First Full Moon                                       |
| 2004 | Mordicai Gerstein             | The Man Who Walked Between the Towers                          |
| 2003 | Eric Rohmann                  | My Friend Rabbit                                               |
| 2002 | David Wiesner                 | The Three Pigs                                                 |
| 2001 | David Small                   | So You Want to Be President?                                   |
| 2000 | Simms Taback                  | Joseph Had a Little Overcoat                                   |
| 1999 | Mary Azarian                  | Snowflake Bentley                                              |
| 1998 | Paul O. Zelinsky              | Rapunzel                                                       |
| 1997 | David Wisniewski              | Golem                                                          |
| 1996 | Peggy Rathmann                | Officer Buckle and Gloria                                      |
| 1995 | David Diaz                    | Smoky Night                                                    |
| 1994 | Allen Say                     | Grandfather's Journey                                          |
| 1993 | Emily Arnold McCully          | Mirette on the High Wire                                       |
| 1992 | David Wiesner                 | Tuesday                                                        |
| 1991 | David Macaulay                | Black and White                                                |
| 1990 | Ed Young                      | Lon Po Po: A Red-Riding Hood Story from China                  |
| 1989 | Stephen Gammell               | Song and Dance Man                                             |
| 1988 | John Schoenherr               | Owl Moon                                                       |
| 1987 | Richard Egielski              | Hey, Al                                                        |
| 1986 | Chris Van Allsburg            | The Polar Express                                              |
| 1985 | Trina Schart Hyman            | Saint George and the Dragon                                    |
| 1984 | Alice e Martin Provensen      | The Glorious Flight: Across the Channel with Louis Bleriot     |
| 1983 | Marcia Brown                  | Shadow                                                         |
| 1982 | Chris Van Allsburg            | Jumanji                                                        |
| 1981 | Arnold Lobel                  | Fables                                                         |
| 1980 | Barbara Cooney                | Ox-Cart Man                                                    |
| 1979 | Paul Goble                    | The Girl Who Loved Wild Horses                                 |
| 1978 | Peter Spier                   | Noah's Ark                                                     |
| 1977 | Leo and Diane Dillon          | Ashanti to Zulu: African Traditions                            |
| 1976 | Leo and Diane Dillon          | Why Mosquitoes Buzz in People's Ears                           |
| 1975 | Gerald McDermott              | Arrow to the Sun                                               |
| 1974 | Margot Zemach                 | Duffy and the Devil                                            |
| 1973 | Blair Lent                    | The Funny Little Woman                                         |
| 1972 | Nonny Hogrogian               | One Fine Day                                                   |
| 1971 | Gail E. Haley                 | A Story a Story                                                |
| 1970 | William Steig                 | Sylvester and the Magic Pebble                                 |
| 1969 | Uri Shulevitz                 | The Fool of the World and the Flying Ship                      |
| 1968 | Ed Emberley                   | Drummer Hoff                                                   |
| 1967 | Evaline Ness                  | Sam, Bangs, and Moonshine                                      |
| 1966 | Nonny Hogrogian               | Always Room for One More                                       |
| 1965 | Beni Montresor                | May I Bring a Friend?                                          |
| 1964 | Maurice Sendak                | Where the Wild Things Are                                      |
| 1963 | Ezra Jack Keats               | The Snowy Day                                                  |
| 1962 | Marcia Brown                  | Once a Mouse                                                   |
| 1961 | Nicolas Sidjakov              | Baboushka and the Three Kings                                  |
| 1960 | Marie Hall Ets                | Nine Days to Christmas                                         |
| 1959 | Barbara Cooney                | Chanticleer and the Fox                                        |
| 1958 | Robert McCloskey              | Time of Wonder                                                 |
| 1957 | Marc Simont                   | A Tree is Nice                                                 |
| 1956 | Feodor Rojankovsky            | Frog Went A-Courtin                                            |
| 1955 | Marcia Brown                  | Cinderella, or the Little Glass Slipper                        |
| 1954 | Ludwig Bemelmans              | Madeline's Rescue                                              |
| 1953 | Lynd Ward                     | The Biggest Bear                                               |
| 1952 | Nicholas Mordvinoff           | Finders Keepers                                                |
| 1951 | Katherine Milhous             | The Egg Tree                                                   |
| 1950 | Leo Politi                    | Song of the Swallows                                           |
| 1949 | Berta and Elmer Hader         | The Big Snow                                                   |
| 1948 | Roger Duvoisin                | White Snow, Bright Snow                                        |
| 1947 | Leonard Weisgard              | The Little Island                                              |
| 1946 | Maud e Miska Petersham        | The Rooster Crows                                              |
| 1945 | Elizabeth Orton Jones         | Prayer for a Child                                             |
| 1944 | Louis Slobodkin               | Many Moons                                                     |
| 1943 | Virginia Lee Burton           | The Little House                                               |
| 1942 | Robert McCloskey              | Make Way for Ducklings                                         |
| 1941 | Robert Lawson                 | They Were Strong and Good                                      |
| 1940 | Ingri e Edgar Parin d'Aulaire | Abraham Lincoln                                                |
| 1939 | Thomas Handforth              | Mei Li                                                         |
| 1938 | Dorothy P. Lathrop            | Animals of the Bible                                           |

## Vencedores de Múltiplas Caldecotts
- 2 Medalhas: Leo e Diane Dillon, Chris Van Allsburg, Barbara Cooney, Nonny Hogrogian, Robert McCloskey
- 3 Medalhas: Marcia Brown, David Wiesner